# Reuzenhoek
Reuzenhoek es una localidad de la provincia de Zelanda (Países Bajos). Está situada 28 km al sureste de Flesinga. En 2005 la población de su área administrativa ascendía a 150 personas.